# Dumitru Budrala

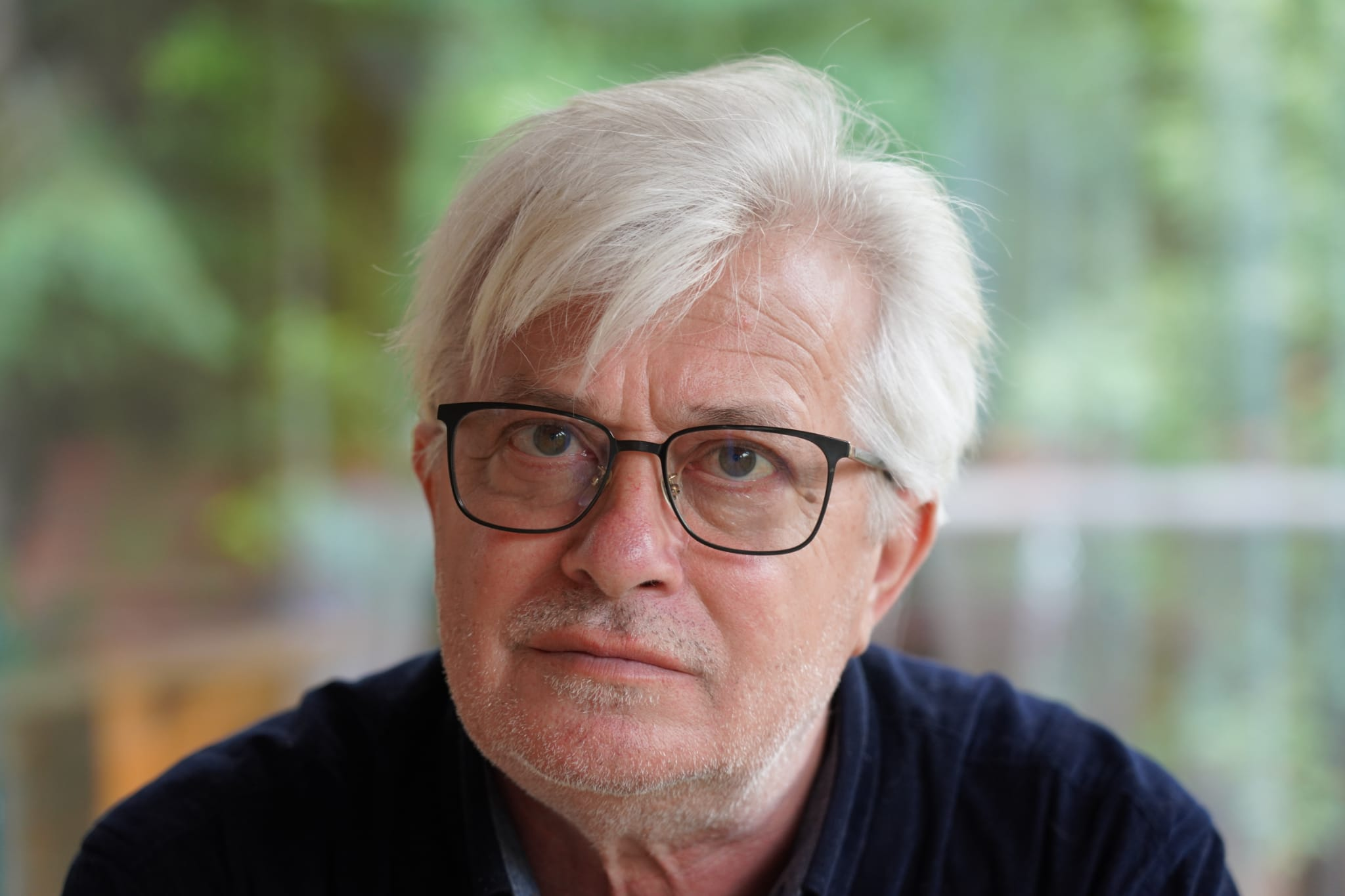
Dumitru Budrala

Dumitru Budrala este regizor român de film documentar, scenarist, producător, fotograf, director de imagine și manager cultural. Este doctor în antropologie vizuală al Universității Babeș-Bolyai Cluj-Napoca, director Astra Film - departament al CNM Astra, președintele Fundației Astra Film și directorul-fondator al Astra Film Festival (1993) și Astra Film Junior (2009). 
A primit zeci de nominalizări la festivaluri internaționale de film din Europa, America și Asia și a câștigat numeroase premii pentru filmele sale.

## Filme (filmografie selectivă)
- „Calea laptelui” (2023)
- „Transalpina - Drumul Regilor”/ Transalpina – The Road of Kings (2016)
- „Sibiu 825” (2017)
- „Județul Sibiu, Poarta de Sud a Transilvaniei” (2014)
- „Satul de demult” (2012)
- „Ultimii păstori” (2010)
- „Sibiu - Hermannstadt - Oraș al culturii, oraș al culturilor” (2006)
- „Blestemul ariciului”/ The Curse of The Hedgehog (2004)
- „Jina, povestea unui sat din Mărginimea Sibiului” (2004)
- „Tezaure umane vii” (2001, 2002, 2003)
- „Rudăria, satul morilor” (2000)
- „Sibiu - Hermannstadt” (1999)
- „La Drum”/ On The Road (1997)
- „Udatul Ionilor” (1995)
- „Tîrgul” (1995)
- „Zile olandeze” (1994)
- „Mamui” (1994)
- „Leușteanul” (1994)
- „Arta restaurării” (1993)
- „Puterea dăinuirii” (1993)
- „Museum Vivum” (1992)
- „Tîrgul copiilor” (1992)
- „Practica de Vară” (1992)
- „Sculptorii” (1992)
- „Junii” (1981)

## Publicații
- „Județul Sibiu, Poarta de sud a Transilvaniei”, album foto, 2014
- „ASTRA Museum”, album foto, 2007
- „Ultimii păstori”, album foto, 2006
- „Momente din istoria filmului antropologic”, 2005

## Expoziții de fotografie
Participare internațională și națională Atena, Viena, Seul, Rennes, Amsterdam, Hanovra, Bergamo, Veneția, București, Sibiu: 
- „Când lumile se deschid”
- „Portrete din Balcani”
- „Ritualuri de iarnă din Sudul Transilvaniei”
- „Trei lumi”
- „Sibiul istoric”
- „Civilizație pastorală în Sudul Transilvaniei”
- „Transhumanța”

## Premii
- Premiul de excelență UCIN 2018
- PREMIUL PENTRU CEL MAI BUN DOCUMENTAR, Docupolis Barcelona
- MARELE PREMIU, Film.doc2
- SPECIAL COMMENDATION International Film Festival Belgrade
- CEL MAI BUN FILM DOCUMENTAR, Film.dok1, România
- MĂSLINA DE ARGINT, Kalamata – Grecia
- MARELE PREMIU DaKINO, București
- PREMIUL, „Îngerul de la Prohor” pentru cel mai bun film documentar, Belgrad
- PREMIUL DE EXCELENȚĂ la categoria artă&cultură pentru cel mai bun proiect cultural al anului 2002, 2007, 2012, la Gala Premiilor Societății Civile, pentru ASTRA FILM FESTIVAL

## Distincții
- Diplomă de onoare din partea Ministerului Culturii și Cultelor, pentru contribuția deosebită la Programul „Sibiu - Capitală Culturală Europeană 2007”
- Distincția de Cetățean de Onoare al Județului Sibiu, 2020
- Distincția de Cetățean de Onoare al Municipiului Sibiu, 2023